# Art Mahan
Art Mahan (Somerville, 8 de junho de 1913 - 7 de dezembro de 2010) foi um jogador de basquete norte-americano.
Durante a Segunda Guerra Mundial, Mahan serviu como oficial de treinamento da Marinha dos Estados Unidos, trabalhando com cadetes em formação.